# Blekingen (1915)
Blekingen var en tidskrift utgiven i dagstidningsformat i Karlshamn första halvåret 1915 från 20 januari 1915 till den 26 juni 1915. Tidningens fullständiga  titel  var Blekingen, med undertiteln: Tidning för Blekinges städer och landsbygd.

## Redaktion
Redaktionen satt i Karlshamn utom på sista utgivningsdagen då Karlskrona anges. Redaktionen bestod av Olof Magnusson som var journalist. Han var ansvarig utgivare och redaktör i en och samma person. Tidningens utgivningsfrekvens var hela utgivningen oregelbunden med  2-3  nummer per månad. Eftersom den inte kom ut minst en gång i veckan kan den räknas som riktig dagstidning utan får klassificeras som tidskrift.

## Tryckeri
Tryckeri för tidningen var Aktiebolaget E. G. Johanssons boktryckeri i Karlshamn. Tryckorten är inte utsatt i tidningen men var troligen Karlshamn. Tidningen trycktes bara med svart. Endast antikva användes som typsnitt på tidningens format 56 x 38 cm. Tidningen hade 4 sidor och var av typen dagstidning. Tidningen kostade antingen 2 kr eller 2,50 kr,  två olika uppgifter finns.